# Komychouvakha (oblast de Donetsk)
Komychouvakha (ukrainien : Комишуваха, russe : Камышеваха, Kamychevakha) est une commune de type urbain située en Ukraine dans l'oblast de Donetsk. Sa population était de 529 habitants en 2001 et en 2019 de 498 habitants.

## Géographie
La localité se trouve au nord de l'oblast de Donetsk au bord de la rivière Balka Bouzovata, à 6 km de l'embouchure de la rivière Komychouvakha et du village de Malokrasnotorka, à 12 km de Kramatorsk et à 80 km au nord de Donetsk. La localité dispose dispose d'un petit lac, appelé le lac des Cygnes, ce que rappelle le blason de la commune.

## Histoire
Kamychevakha a été fondée en 1902 et a obtenu soixante ans plus tard son statut de commune de type urbain. Elle appartient à la municipalité du conseil d'établissement de Krasnotorka qui à son tour appartient au district urbain de Kramatorsk. La localité est le théâtre de combats tout à la fin du mois de mai 2022 dans le cadre de l'invasion de l'Ukraine par la Russie.